# Mousey Alexander
Elmer "Mousey" Alexander (19. juni 1922 i Indiana – 9. oktober 1988 ) var en amerikansk jazztrommeslager.
Alexander kom frem med Benny Goodman i 1956. Han har spillet med bl.a. Charlie Ventura, Clark Terry, Doc Severinsen, Bud Freeman, Eddie Condon, Sy Oliver og Red Norvo.
Alexander var ud af swingskolen, og befandt sig lige godt i både små og store grupper. Han har lavet et solo album som leder The Mouse Roars på pladeselskabet Famous Door (1978). 

## Eksterne kilder og henvisninger
- Biografi om Mousey Alexander på allmusic.com